# Maulana
 (juin 2021).
Maulana (arabe مَوْلانا, mawlānā) est un titre que l'on peut traduire signifie par « notre propriétaire » ou « notre possesseur ». Le mot se compose de deux termes: mawlâ et le pronom -nâ suffixé qui signifie « à nous, notre ». On l'utilise généralement pour désigner tout érudit musulman (ouléma). Il se place devant le nom, par exemple Maulana Maududi, pour « notre maître Maududi ».
Ce terme apparaît aussi dans le Coran pour désigner Allah :

« Tu es Notre Maître ('anta mawlânâ), accorde-nous donc la victoire sur les peuples infidèles. (Sourate Al-Baqarah, verset 286) »

## Utilisation et significations culturelles
Le terme maulana est largement utilisé dans le monde musulman, mais son usage peut varier en fonction des cultures et des traditions locales. Dans de nombreuses régions du monde, il désigne des érudits musulmans, des maîtres spirituels ou des enseignants religieux, souvent dans le cadre de l'étude du droit islamique ou de la théologie. L'utilisation de ce titre reflète non seulement le respect envers la connaissance mais aussi un rôle de guide spirituel et intellectuel,.
En Inde, au Pakistan et dans d'autres pays du sous-continent, maulana est couramment attribué aux imams et aux savants religieux, notamment ceux affiliés aux écoles sunnites. En revanche, dans d'autres régions, ce titre est aussi attribué à des chefs religieux ou à des leaders de mouvements politiques ayant une dimension spirituelle importante.
Dans le contexte soufi, le terme maulana est souvent utilisé comme un titre honorifique pour les grands maîtres spirituels, tels que Mevlâna Jalâl ad-Dîn Rûmî, un des poètes et mystiques les plus célèbres de l'Islam. Dans ce cadre, le terme a une connotation d'affection et de vénération, souvent traduit par « notre maître » dans un sens plus personnel et spirituel.